# Maximilian von Fürst und Kupferberg
Carl Joseph Maximilian von Fürst und Kupferberg (* 12. April 1717 in Albrechtsdorf bei Zobten; † 20. Januar 1790 in Berlin) war ein königlich preußischer Großkanzler, dem die Leitung des Justizwesens in mehreren preußischen Provinzen oblag.

## Familie
Maximilian von Fürst und Kupferberg entstammte der ursprünglich Bamberger, später schlesischen, 1577 nobilitierten Familie derer von Fürst und Kupferberg. Seine Eltern waren der Landesälteste Maximilian von Fürst und Kupferberg (* 1679), Erbherr auf Albrechtsdorf und Keulendorf und dessen Frau Louise Margarethe, geborene von Senitz a. d. H. Rankau. Er war seit 1756 mit Comtesse Sophie Friederika Albertina von Podewils (* 1722; † 1781), Tochter des Grafen Heinrich von Podewils und der Generalfeldmarschallstochter Charlotte von Grumbkow († 1724) vermählt. Seine Ehe blieb kinderlos. Mit Maximilian von Fürst und Kupferberg ist auch der Mannesstamm seines Geschlechts erloschen. Seine Schwester Anna Maria (1716–1794) heiratete 1734 den Dichter und späteren preußischen Staatsminister Christoph Karl Ludwig von Pfeil (1712–1784).

## Leben
Maximilian von Fürst und Kupferberg war zunächst ab 1740 preußischer Geheimer Justizrat und wurde von 1746 bis 1747 vom Großkanzler von Cocceji als Mitglied des Berliner Oberappellationsgerichts zur Mitarbeit an der Justizreform zunächst in Pommern herangezogen. 
In den Jahren 1750 und 1751 unternahm er mit Cocceji Revisionsreisen durch Schlesien und Ostpreußen, wo das Justizwesen nach märkisch-pommerischen Vorbild eingerichtet wurde. 
Von 1752 bis 1755 war Fürst in diplomatischer Mission in Wien zur Regelung des schlesischen Schulden- und Kommerzienwesens. Bei Ernennung Philipp Joseph von Jariges, mit dem er späterhin gut befreundet war, zum Großkanzler wurde Fürst 1755 zum Präsidenten des 2. Kammergerichtssenats, schließlich 1763 zum wirklichen Geheimen Etats- und Justizminister und zugleich 1. Präsidenten des Kammergerichts ernannt. Wenig später wurde er Tribunalspräsident und Lehnsdirektor. Sein Edikt über die Schriftlichkeit der Pacht- und Mietverträge bahnte die Ordnung der Besitzverhältnisse bei Lehngütern und die Auseinandersetzung von Gemeinheiten und Gemeinschaftshuten an. 1770 erfolgte die Ernennung zum Großkanzler in der Hoffnung, die von Cocceji unvollendet gebliebene Justizreform zum Abschluss zu bringen. 
Fürsts Verdienste lagen jedoch mehr im Organisatorischen und in der Verwaltungsarbeit, als in systematischen Reformprojekten. Er leistete daher Bedeutendes in der Neuordnung des Justizwesens in Westpreußen nach der ersten polnischen Teilung und der Neuorganisation aller Gerichte und Umformung der Ämtercollegien 1774 in Ostpreußen. 
Als Johann Heinrich von Carmer 1774 dem König entsprechende Vorschläge überreichte, geriet Maximilian von Fürst und Kupferberg unter Druck, konnte sich jedoch dennoch nicht zu durchgreifenden Reformmaßnahmen entschließen. Die von Carl Gottlieb Svarez bzw. Johann Heinrich von Carmer ausgearbeiteten Reformpläne, veranlassten Fürst 1775 dann aber doch zur Aufstellung eines umfassenden Plans zur Ausarbeitung eines allgemeinen deutschen Gesetzbuches. Im Zuge des Müller-Arnold-Falls ergriff Fürst 1779 Partei für die vom König als Rechtsbrecher angesehenen Juristen. Dies brachte er zum Ausdruck, indem er Friedrich ins Wort fiel, woraufhin ihn dieser auf der Stelle entließ. Seine Nachfolge trat Cramer an.

## Weblink
- Carl Joseph Maximilian Fürst von Kupferberg auf Berliner Klassik